# Ервін Скеля
Ервін Скеля (алб. Ervin Skela; нар. 17 листопада 1976, Вльора) — албанський професійний футболіст.

## Клубна кар'єра

### Албанія
Елвін Скеля почав свою ігрову кар'єру в Албанії, з юних років граючи у футбол. Він почав свою професійну кар'єру з командою з рідного міста «Фламуртарі», яка на той час була однією з кращих в Албанії. Він був основним гравцем в клубі з Вльори протягом трьох років з 1992 по 1995 рік, під час свого перебування у клубі він був відданий в оренду «Тирані» в 1993 році, але незабаром повернувся, зігравши за столичний клуб п'ять матчів.

### Німеччина
Після трьох років виступів в албанському чемпіонаті Скеля вирішив переїхати до Німеччини грати за «Уніон Берлін». Провівши три роки в клубі з Берліна, він зіграв 57 матчів і забив у загальній складності вісім голів. Потім в 1997 році він перейшов до «Ерцгебірге Ауе». За два сезони він зіграв 47 матчів і забив сім голів. У 1999 році Ервін Скеля перейшов до «Хемніцера», де зіграв 50 матчів і забив 11 голів.
У січні 2000 року він перейшов до «Вальдгофа», якому не вистачило лише одного очка для підвищення в класі. Але, пробувши пів року в клубі й зігравши лише 15 матчів, перейшов до «Айнтрахта». За три роки в клубі він зіграв 92 матчі та забив 26 голів. Потім Скеля перейшов до «Армінії Білефельд», де після першого сезону і 32 матчів він вирішив покинути клуб, щоб у 2005 році приєднатися до «Кайзерслаутерну». У своєму єдиному сезоні в клубі він зіграв 34 матчі й забив чотири голи. Але після провального сезону 2005/2006 років, за підсумками якого клуб вилетів з Бундесліги, Ервін Скеля був звільнений керівництвом «Кайзерслаутерна» і згодом у 2006 році приєднався до італійського клубу «Асколі» на правах вільного агента.

### Пізня кар'єра
Елвін Скеля підписав річний контракт з італійським клубом і дебютував за «Асколі» 9 вересня 2006 року. Однак Скеле не вдалося закріпитися у стартовому складі, і незабаром після цього він був розпущений. За свій єдиний сезон в італійському футболі він зіграв лише сім матчів так і не забивши жодного гола.
У 2007 році в зимове трансферне вікно Скеля повернувся до Німеччини 29 січня, підписавши контракт з «Енергі Котбус» на два з половиною роки. За час гри в «Енергі» він став улюбленцем публіки та одним з ключових гравців клубу. У сезоні 2007/2008 років він зіграв 34 матчі й забив сім голів. Його голи та гарна гра врятували клуб від вильоту в тому сезоні. Наприкінці сезону він досяг позначки в 137 матчів у Бундеслізі та забив 21 гол у вищому дивізіоні Німеччини. Після двох років з «Енергі Котбус» Скеля покинув клуб 30 червня 2009 року.
Після чотирьох місяців без клубу 14 жовтня 2009 року він підписав трирічний контракт з «Кобленцом».
1 лютого 2011 року Елвін Скеля приєднався до «Німеччина Windeck», але не зіграв за клуб жодного матчу.
4 березня 2011 року Скеля покинув Німеччину і підписав контракт з «Аркою» з польської Гдині.

## Міжнародна кар'єра
Ервін Скеля вперше був викликаний до складу збірної Албанії у 2000 році, і з того часу зіграв загалом 75 матчів та забив 13 голів за збірну своєї країни (не грав за збірну лише у 2002 році). Він зарекомендував себе у національній збірній протягом багатьох років і є одним з найкращих гравців збірної Албанії попереднього десятиліття.

## Нагороди та визнання
- 2008 — Футболіст року в Албанії.